# El pistoler de Cheyenne
 El pistoler de Cheyenne  (original: Heller in Pink Tights) és una pel·lícula estatunidenca dirigida per George Cukor, estrenada el 1960 i doblada al català.

## Argument[2]
Thomas Healy té un petit grup teatral, entre els quals hi ha l'Angela Rossini i Della Southby. Aquests saltimbanquis recorren les comarques del Far-West, perseguits pels creditors i els homes de la llei. Durant aquestes gires, Angela retroba el seu antic amant Clint Mabry, cercat per a diversos homicidis, amb sentiment de Thomas que estima la seva vedet en secret i que intenta retenir-la en la seva companyia...

## Repartiment
- Anthony Quinn: Thomas Healy
- Sophia Loren: Angela Rossini
- Steve Forrest: Clint Mabry
- Margaret O'Brien: Della Southby
- Eileen Heckart: Mrs Lorna Hathaway
- Ramon Novarro: De Leon
- Edmund Lowe: Manfred 'Doc' Montague
- George Mathews: Sam Pierce
- Edward Binns: Xèrif Ed McClain
- Warren Wade: Hodges
- Frank Silvera: Santis

## Crítica
L'únic western que va dirigir George Cukor va ser l'adaptació d'una novel·la de Louis L'Amour, un dels més prolífics cultivadors del gènere. De fet, també podria ser considerat com un musical, ja que va reduir al mínim els elements d'acció i violència per desenvolupar les peripècies d'una tropa de varietats en el vell Oest. El resultat és tan estrany com agradable.